# Pacchetto (software)
Un pacchetto (più formalmente pacchetto software), in informatica è una serie di programmi che si distribuiscono congiuntamente. In senso più specifico, un pacchetto indica un software per computer compresso in un formato archivio per essere installato/rimosso da un sistema di gestione dei pacchetti o da un programma d'installazione autonomo.

## Caratteristiche
Il pacchetto normalmente è fornito come codice compilato ovvero codice oggetto, con l'installazione e la rimozione del pacchetto stesso controllate da un sistema di gestione dei pacchetti (SGP) piuttosto che da un semplice archiviatore di file. Ciascun pacchetto destinato al SGP contiene metainformazioni quali la descrizione del pacchetto, la versione e le "dipendenze". Il sistema di gestione dei pacchetti può valutare queste metainformazioni per permettere ricerche dei pacchetti, eseguire un aggiornamento automatico del pacchetto ad una versione più recente, per controllare che tutte le dipendenze di un pacchetto siano soddisfatte e/o per soddisfarle automaticamente.
Alcuni esempi di tali pacchetti sono StarOffice della Sun Microsystem e OpenOffice.org.

## Utilizzo
Le ragioni possono essere di carattere tecnico, quando il funzionamento di ogni programma completa o richiede quello di altri, oppure di carattere mercatistico e commerciale, ad esempio quando il pacchetto è offerto a un prezzo più basso di quello che si avrebbe acquistando separatamente i singoli programmi. Molte distribuzioni GNU/Linux ad esempio fanno uso di pacchetti software per la distribuzione degli applicativi tramite repository. Infatti esse sono generalmente segmentate in pacchetti.
Ogni pacchetto contiene una specifica applicazione o servizio. Come esempi di pacchetti si possono citare una libreria per gestire il formato immagine PNG, una collezione di caratteri tipografici (font) o un programma per navigare in Internet (web browser).